# Stanfordská encyklopedie filozofie
Stanfordská encyklopedie filozofie (v anglickém originále: Stanford Encyclopedia of Philosophy) je volně přístupná online encyklopedie vydávaná a spravovaná Stanfordovou univerzitou. Krom encyklopedických hesel z oboru filozofie obsahuje i některé vědecké články. Každé heslo je napsáno a udržováno odborníkem v oboru, a to nikoli jen ze Stanfordovy univerzity, jak se často mylně soudí, ale z mnoha akademických institucí po celém světě. Encyklopedie užívá tradiční akademický přístup většiny encyklopedií a vědeckých časopisů, takže každé heslo prochází recenzním řízením. Autoři přispívající do encyklopedie dávají Stanfordově univerzitě svolení k publikování článků, ale ponechávají si autorská práva k těmto článkům. Encyklopedie byla vytvořena v roce 1995 Edwardem Zaltou, s výslovným cílem poskytnout světu dynamickou encyklopedii, která je pravidelně aktualizována a tudíž nezastarává jako konvenční tištěné encyklopedie. Charta encyklopedie umožňuje konkurenční články na jedno téma, pokud se vyskytnou mezi učenci zásadní neshody. V létě 2023 měla encyklopedie 1800 hesel. V roce 2015 měla více než milion zobrazení měsíčně. Zpočátku byla financována americkými vládními agenturami National Endowment for the Humanities a Národní vědecká nadace. Později se k podpoře připojila některá mezinárodní knihovnická konsorcia (Scholarly Publishing and Academic Resources Coalition ad.). 